# ジアン・ホンジユン
ジアン・ホンジユン（じあん ほんじゆん、1988年12月1日 - ）は、日本の俳優。

## 概要
日本出身の祖母を持つ。祖母は中国残留日本人。本人は中国残留日本人孤児三世。日本人の父と中国人の母親のもとに中国で生まれ新潟県で育つ。日本語、英語、中国語が話せる。TOM company所属。

## 出演

### 日本映画
- 次郎長三国志（2008年）
- 大鹿村騒動記（2011年）

### テレビドラマ
- 課長島耕作2香港の誘惑 （2008年、日本テレビ）
- 遥かなる絆（2009年、NHK BShi）
- 水戸黄門 第39部 （2009年、TBS）
- 龍馬伝（2010年、NHK総合・BS2・BShi）
- 警視庁捜査一課9係 season9 第1話（2014年、テレビ朝日） - 望月光輝 役
- 東京にオリンピックを呼んだ男　（フジテレビ開局55周年記念スペシャルドラマ）
- 事故調　(2015年、テレビ東京)
- 予告犯 -THE PAIN-（2015年、WOWOW)

### 日本以外の映画
- 阿吽　AUN the beginning and the end of all things （2011年）